# Mura Leopoldine

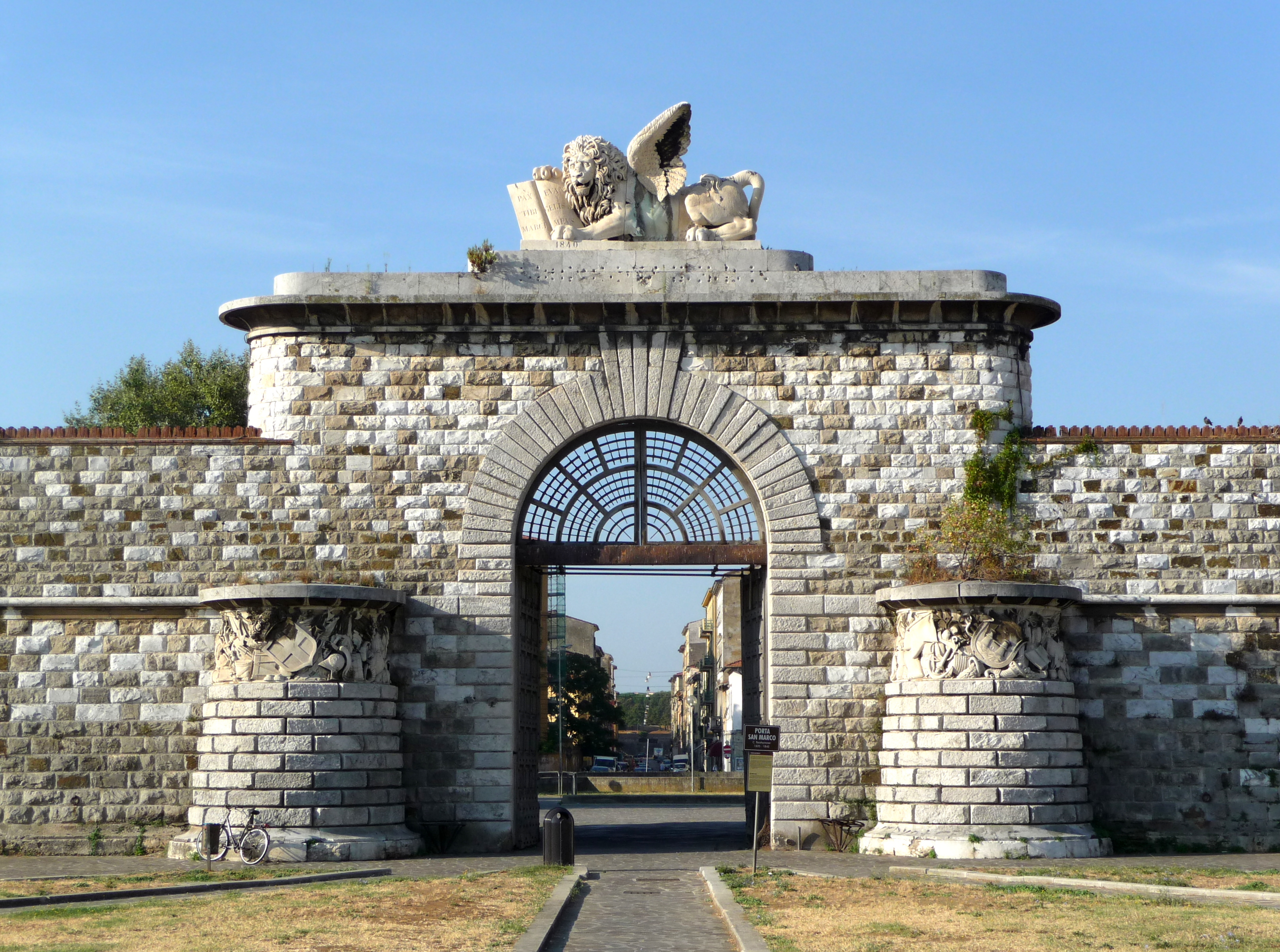
Porta San Marco

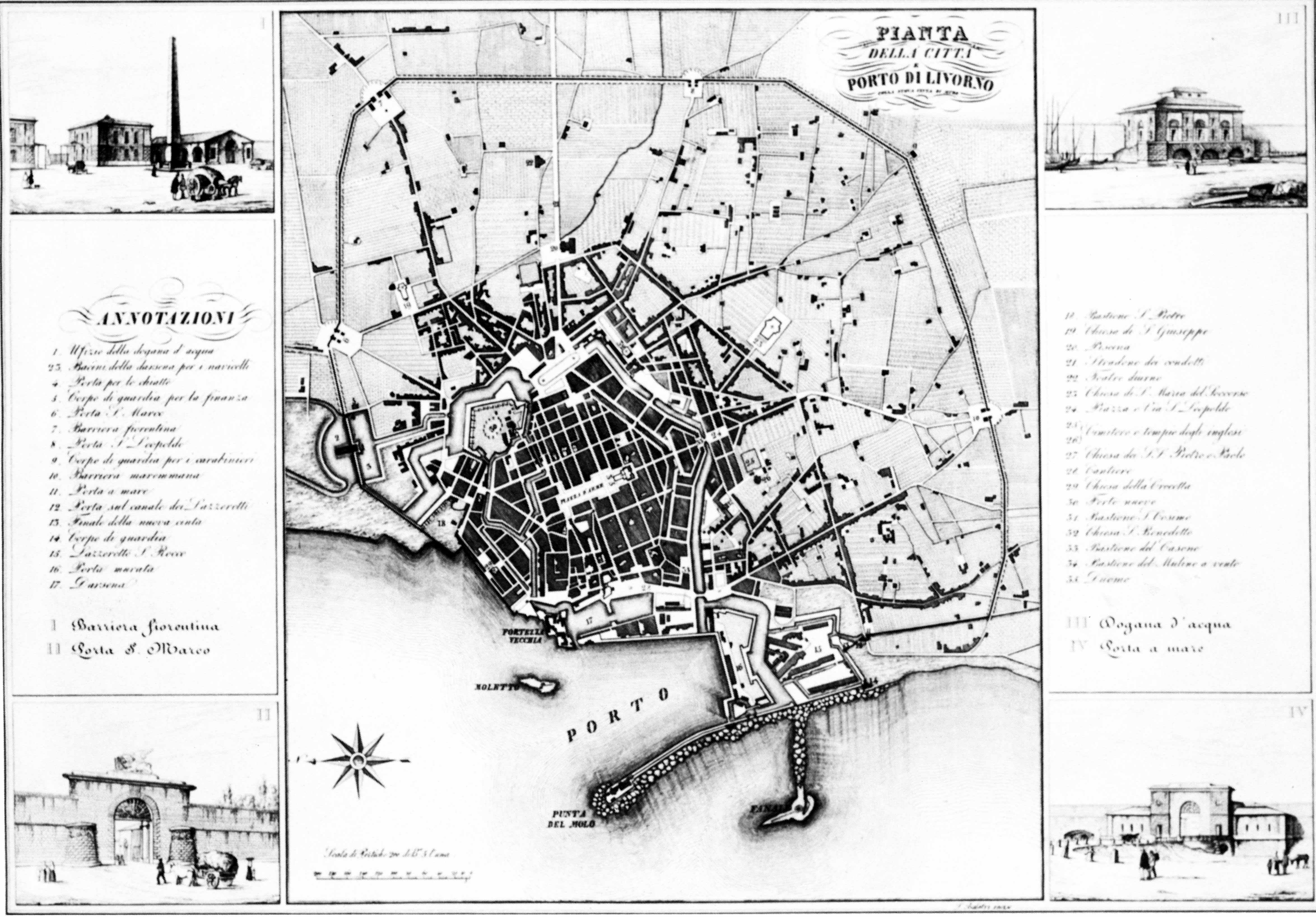
Il circuito delle Mura Lorenesi

Le Mura Leopoldine, o Mura Lorenesi, sono una cinta muraria doganale costruita nell'Ottocento per delimitare l'area del porto franco di Livorno.
La cerchia, ampliata con l'Unità d'Italia, è stata in gran parte demolita nei primi anni del Novecento; alcuni tratti sono stati comunque risparmiati dalla distruzione e dai bombardamenti della seconda guerra mondiale.

## Storia

### Le Mura Leopoldine

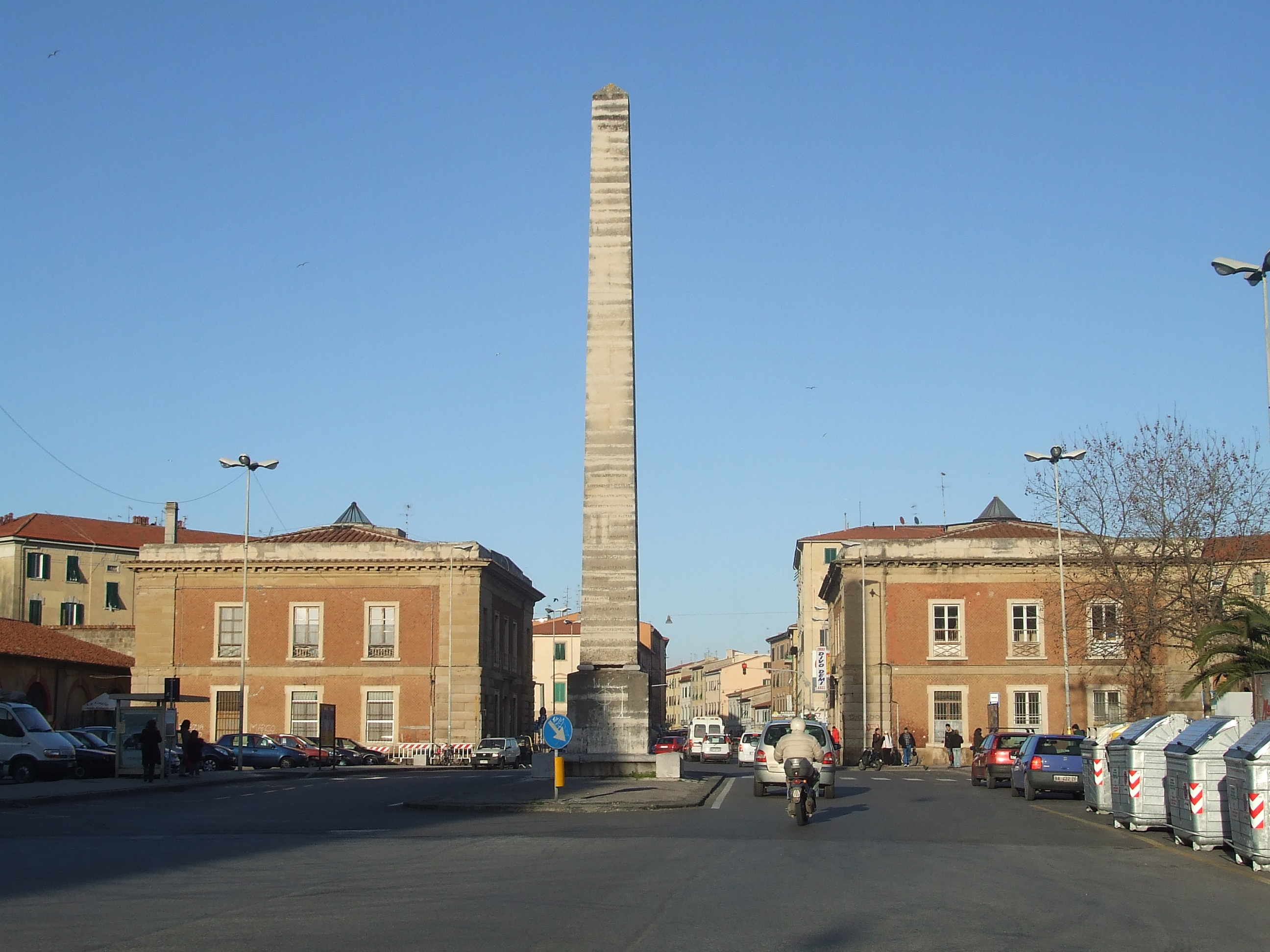
Barriera Fiorentina (o Garibaldi)

La decisione di estendere l'area del porto franco labronico alle aree esterne all'antica città fortificata risale al 1834, quando il granduca Leopoldo II di Lorena ne approvò l'ampliamento.
Il provvedimento granducale accoglieva quindi le richieste dei commercianti, che vedevano nell'estensione delle aree soggette al cosiddetto benefizio libero un importante ritorno dal punto di vista economico; parallelamente la nuova cinta muraria avrebbe limitato il fenomeno del contrabbando, a cui ricorrevano le attività industriali fuori dalle mura per l'approvvigionamento di materie provenienti dall'area franca.
I lavori di costruzione furono avviati nel 1835 su progetto dell'ingegner Alessandro Manetti, il quale si avvalse dell'opera di Carlo Reishammer per il disegno delle porte e delle barriere d'accesso.
La cinta, costituita da un semplice muro rivestito in pietra e sormontato da una cresta merlata di mattoni per impedire il passaggio delle corde dei contrabbandieri, si estendeva originariamente per circa 6 chilometri intorno alla città, includendovi anche i suoi popolosi sobborghi. A nord si congiungeva con il Forte San Pietro, mentre a sud-ovest terminava in corrispondenza dell'odierna piazza Mazzini. Il suo andamento seguiva le attuali via della Cinta esterna (Dogana d'Acqua, Porta San Marco), la vecchia Aurelia nel tratto compreso tra via Firenze (Barriera Fiorentina poi detta Barriera Garibaldi) e viale Alfieri (Porta delle Colline), viale Mameli, piazza Matteotti (Barriera Maremmana), via Montebello e via della Bassata (Porta a Mare), per concludersi nell'area dell'ex cantiere navale fratelli Orlando, presso un torrino, ancora esistente, che si raccordava alle fortificazioni portuali medicee e dell'antico lazzeretto di San Rocco.
Anche se le mura sorsero con finalità puramente doganali, nel 1849, a seguito di una drammatica insurrezione, la cinta fu utilizzata dai livornesi come strumento di difesa contro il potente esercito d'occupazione austriaco inviato per soffocare la rivolta e ripristinare la dinastia lorenese in Toscana.

### Ampliamento sabaudo e successiva demolizione

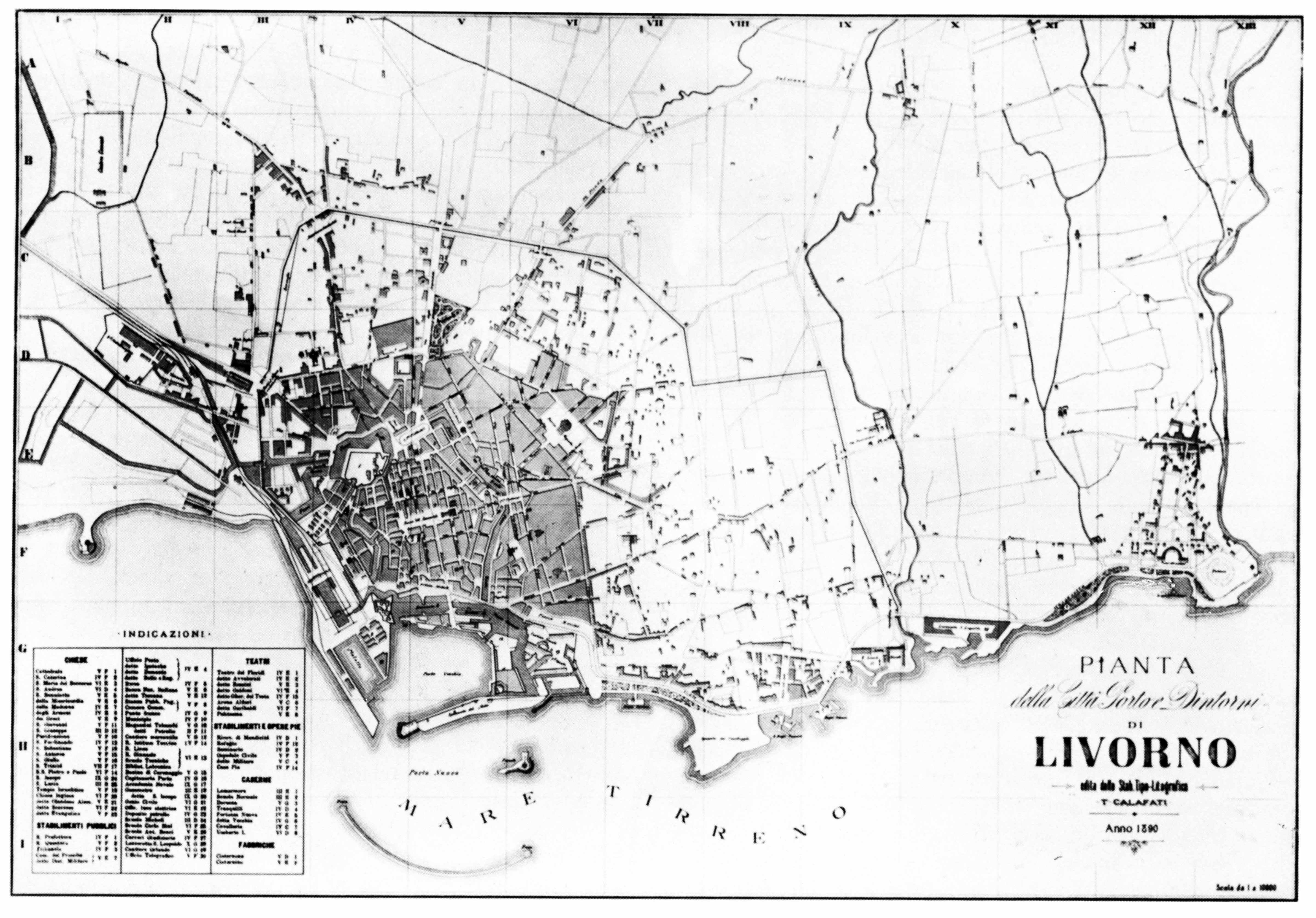
Il circuito delle mura nel 1890

Nel 1868, pur con l'abolizione del porto franco, la cinta mantenne la sua funzione, delimitando le aree soggette a dazio comunale. Tra il 1887 ed il 1890, durante il Regno d'Italia, lo sviluppo della città verso l'allora borgo di Ardenza comportò un ampliamento del tracciato verso sud, fino all'Accademia Navale, con la creazione di nuove barriere.
Tuttavia, nel 1912, il limite doganale fu posto in corrispondenza della linea ferroviaria. Così le Mura Leopoldine (compresi i successivi ampliamenti) furono in gran parte abbattute negli anni seguenti per far posto ad ampi viali di circonvallazione, mentre furono risparmiati il tratto settentrionale (a ridosso delle aree portuali) e una piccola torre in corrispondenza del luogo in cui sorgeva la Porta a Mare; successivamente, al centro dei nuovi viali fu realizzato il percorso della linea ferroviaria Pisa - Tirrenia - Livorno, che rimase attiva fino al 1960.
I bombardamenti della seconda guerra mondiale causarono però ingenti danni alle strutture sopravvissute, mentre nel dopoguerra l'incuria e l'abbandono portarono ad ulteriori perdite.
Nei primi anni del Duemila un tratto di mura è stato oggetto di un piano di recupero che ha permesso la realizzazione di una fascia di verde pubblico lungo la cinta, con la demolizione di alcuni capannoni industriali che qui erano sorti con scarso rispetto dell'esistente.

## Le porte e le barriere

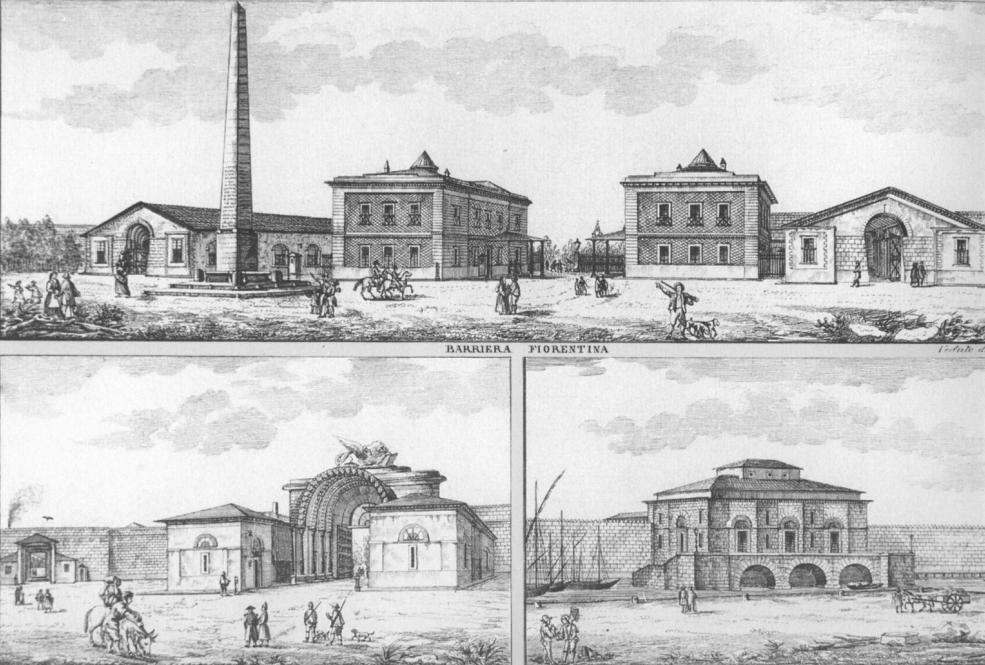
Barriera Fiorentina, Porta San Marco e Dogana d'acqua

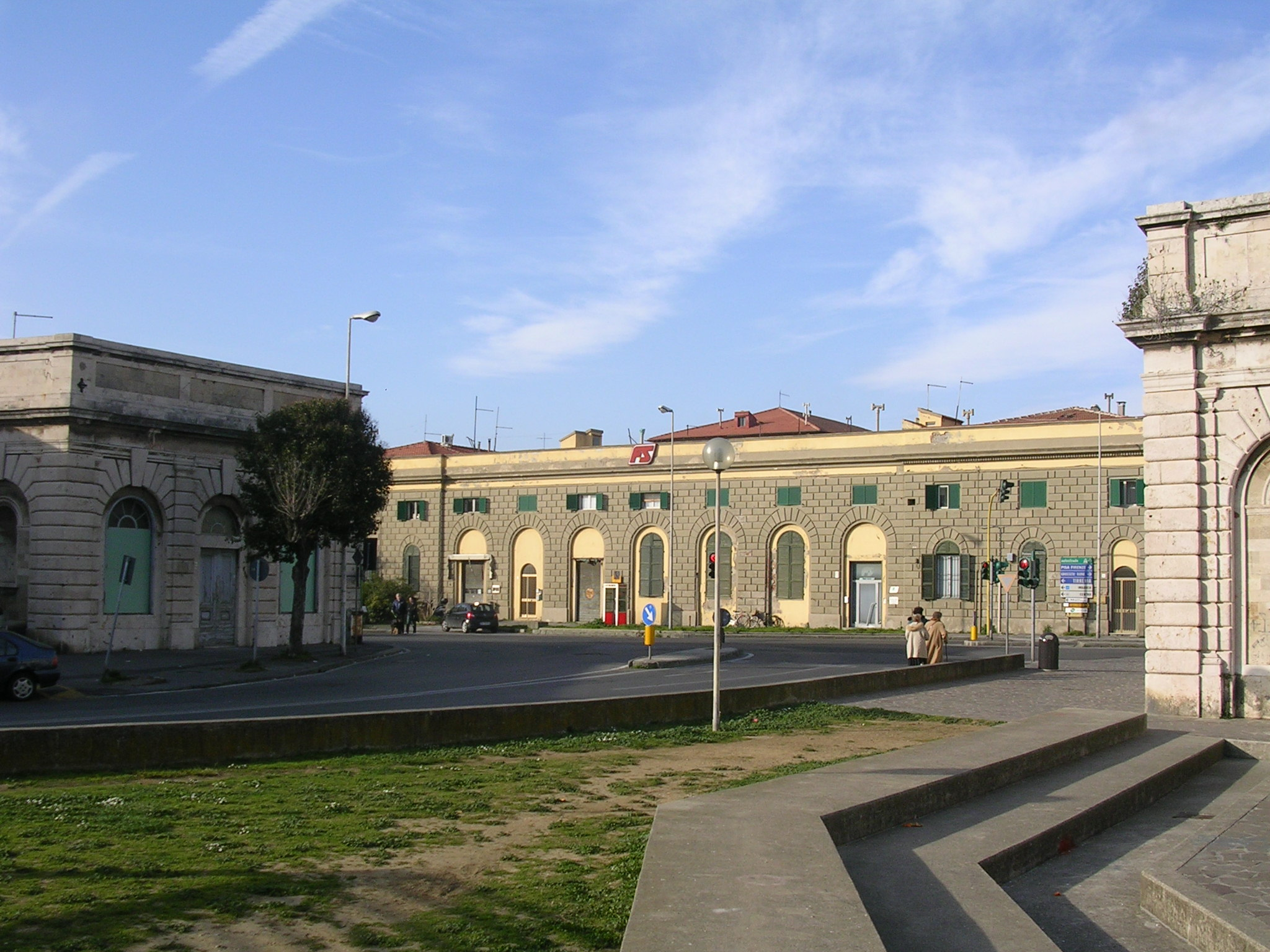
Barriera San Marco (ampliamento postunitario) e Stazione Leopolda

Di seguito si riporta l'elenco delle principali porte e barriere costruite in epoca lorenese e durante il periodo sabaudo.
All'inizio del Novecento si ha inoltre descrizione di una serie di varchi minori, spesso posti lungo il sistema di fossi e canali in comunicazione con il porto di Livorno, i quali erano destinati essenzialmente al solo transito delle merci.

### Circuito lorenese
Dogana d'acqua (semidistrutta)La Dogana d'acqua regolava in origine il traffico delle merci lungo il Canale dei Navicelli ed era impreziosita da eleganti sculture in ghisa. Di questo suggestivo edificio, che sorgeva al centro di due vaste darsene, non restano oggi che pochi resti a causa dei danni riportati durante l'ultimo conflitto e delle mutilazioni inflitte successivamente, quando l'area del fabbricato fu completamente spianata per far posto ad un capannone industriale, oggi fortunatamente abbattuto. Anche le darsene adiacenti sono scomparse: dapprima, a partire dalla seconda metà dell'Ottocento, fu lentamente interrata la darsena esterna per far posto alle strutture portuali e ferroviarie, mentre, nel secondo dopoguerra, l'area della darsena interna fu trasformata in un grande piazzale sul quale sorsero numerosi magazzini, successivamente abbattuti. Una porzione dell'edificio è stata ricostruita per ospitare un polo universitario della logistica.
Porta San Marco (ancora esistente)Realizzata tra il 1839 ed il 1840 si trova in prossimità dell'antica stazione granducale. È costituita da un fornice sovrastato dalla scultura del leone di San Marco. All'interno, una originale volta in ghisa pone l'opera di Reishammer all'avanguardia nell'ottica dell'architettura del ferro del XIX secolo. Successivamente, a lato della Porta, fu aperta una barriera per permettere un afflusso migliore alla stazione ferroviaria. Nel 1849 qui si tennero furiosi combattimenti tra livornesi e austriaci, come ricordato da una lapide e dal busto di Enrico Bartelloni collocati all'esterno della struttura.
Barriera Fiorentina (ancora esistente)Terminata già nel 1837 e conosciuta dal 1889 anche col nome di Barriera Garibaldi, si trova lungo la via per Pisa. La barriera è formata da due corpi di fabbrica distinti, affiancati da alcuni locali adibiti a magazzino; il varco d'accesso era chiuso da una grande cancellata, mentre in asse con la strada fu innalzato uno svettante obelisco.
Porta San Leopoldo (scomparsa)Questo elegante varco, ultimato nel 1841, era posto lungo la strada per la frazione di Salviano, dove negli anni trenta del Novecento fu costruito un monumentale accesso agli Spedali Riuniti su progetto di Ghino Venturi. All'esterno della porta, negli anni sessanta dell'Ottocento fu costruito un palazzetto poi adibito ad uso di lazzaretto (attuale sede della Circoscrizione IV).
Barriera Maremmana (scomparsa)Si trovava nella zona dell'attuale piazza Matteotti, a sud della città, in corrispondenza del cosiddetto bivio del Fanale, crocevia tra la strada per Montenero e i Cappuccini. Era costituita da due torrini che fiancheggiavano una cancellata. L'ingrandimento della cinta del 1890 portò alla sua distruzione e all'edificazione di una seconda barriera più a sud (Barriera Roma presso il Camposanto della Misericordia), oggi anch'essa scomparsa.
Porta a Mare (scomparsa)Si trovava all'inizio della strada litoranea verso sud e fu ultimata nel 1839. In origine era formata da due edifici raccordati da un possente arco, che successivamente fu demolito per favorire il transito verso il viale a mare. Qui si trovavano delle sculture in ghisa, raffiguranti dei delfini, analoghe ad altre presenti nella Dogana d'acqua. Successivamente le sculture della porta trovarono altre collocazioni, ultima delle quali, prima di essere rimosse per ragioni di conservazione, sul lungomare presso il porticciolo di Ardenza.

### Ampliamenti successivi
Barriera del porto (parzialmente esistente)Completata nel 1874 per delimitare l'area doganale del porto di Livorno e separarla dal resto della città; era costituita da due semplici edifici speculari (di cui uno è andato distrutto a seguito della seconda guerra mondiale) posti in asse alla via Grande e situati a ridosso dello specchio d'acqua del Molo Mediceo.

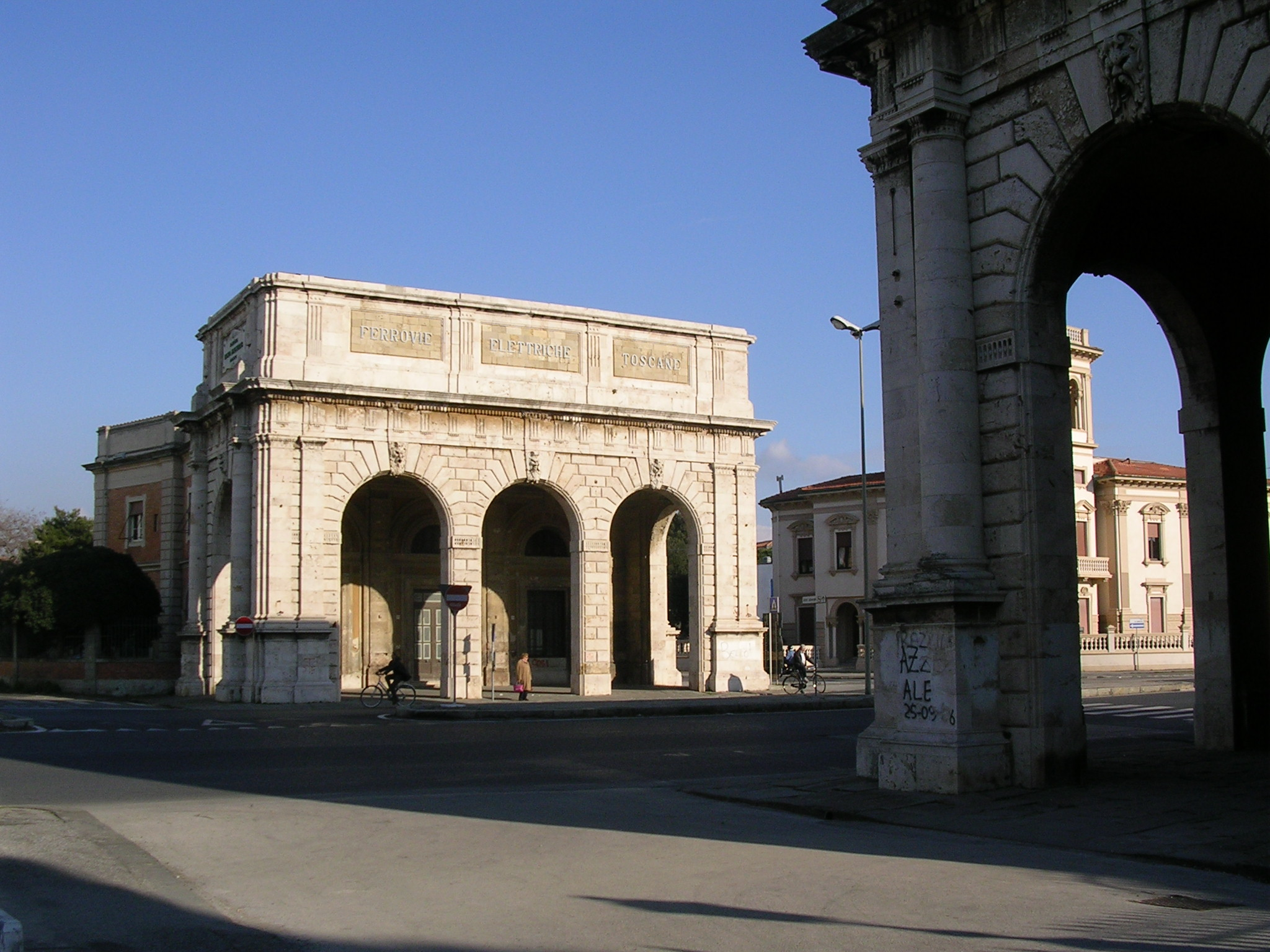
Barriera Margherita (ampliamento postunitario)

Barriera Roma (scomparsa)Situata nei pressi della cappella di San Michele Arcangelo e della Visitazione di Maria, sostituì la Barriera Maremanna a partire dall'ultimo decennio del XIX secolo. Era costituita da due edifici speculari.
Barriera San MarcoAncora esistente, fu costruita intorno al 1889 di fianco alla Porta San Marco per favorire l'afflusso dei viaggiatori alla Stazione Leopolda.
Barriera Margherita (ancora esistente)Risale all'ampliamento del 1890 e fu progettata da Adriano Unis. Si trova lungo il viale Italia, presso l'Accademia Navale ed è caratterizzata da due eleganti edifici porticati posti a lato della strada. Nei primi decenni del Novecento e fino agli anni successivi alla seconda guerra mondiale, l'edificio di levante ha ospitato il capolinea d'arrivo della ferrovia Livorno - Tirrenia - Pisa.
Barriera Vittorio Emanuele II (scomparsa)Costruita intorno al 1860, fu ampliata tra il 1910 ed il 1911. Si trovava sull'allora viale degli Acquedotti, l'attuale viale Carducci.